# Sternacanthus undatus
Sternacanthus undatus là một loài bọ cánh cứng trong họ Cerambycidae.